# Јапански црни медвед
Јапански црни медвед (лат. Urus thibetanus japonicus) подврста је азијског црног медведа, која живи на три главна јапанска острва Хоншу, Шикоку и Кјушу. Описао га је 1857. године немачки зоолог Херман Шлегел. Процењује се да у Јапану има око 10.000 јединки јапанског црног медведа. Популација црног медведа на Шикоку и Кјушу може бити угрожена или изумрла. На црном тржишту цена тела црног медведа је висока, што угрожава популацију свих медведа у Јапану. Ова врста медведа је много мала, мужјаци ове врсте су тешки од 60—120 килограма, а женке око 40—100 килограма. Њихова дужина тела је од 120—140 центиметара.

## Исхрана
Јапански црни медвед је биљојед, једе углавном траву и биљке током пролећа. Током лета, он једе бобице и орахе да би се припремио за своју хибернацију. Јапански црни медвед може бити сваштојед који једе друге животиње и стоку. Као и код других медведа, канибализам се јавља и код јапанског црног медведа, доказ су пронађене кости и канџе једног младунчета у стомаку мужјака црног медведа.

## Станиште
Јапански црни медвед живи на три јапанска острва: Хоншу, Шикоку, и Кјушу. Они имају тенденцију да живе у подручјима где постоји трава и дрвећа са бобицама које им служи за исхрану..

## Очување
Овај медвед је категорисан као „рањива врста”. Јапански спортски лов на црне медведе је легализован, па тако годишње страда 500 јединки јапанског црног медведа, тај број се смањује услед неинтересовања за овај спорт.
Међутим, на острвима на којима живе људи, инциденти са проблематичним медведима у приградским насељима и пољопривредном подручју су све чешћи. Због тих инцидената годишње умре од 1.000—2.000 медведа.